# Domitila Barros
Domitila Barros de Oliveira Nascimento (Recife, 27 de junio de 1984) es una modelo, actriz, empresaria y activista social brasileña que ganó el título de Miss Alemania en 2022.

## Biografía
Barros nació en la comunidad de Morro da Conceição de Recife, en Pernambuco, donde sus padres fundaron un proyecto destinado a ayudar a niños en riesgo (CAMM – Centro de Assistência a Meninos e Meninas), en el que creció y enseñó a otros niños a leer y escribir.
A los 15 años, Barros recibió el premio Millennium Dreamers de la UNESCO. Se graduó en trabajo social y a los veintiún años obtuvo una beca para realizar una maestría en Ciencias Sociales y políticas en la Universidad Libre de Berlín en 2006, defendiendo su tesis en cuatro idiomas. En este mismo período, comenzó a trabajar como actriz y modelo internacional.
El 19 de febrero de 2022, fue elegida entre once finalistas en Europa-Park Rust como Miss Alemania 2022. Decidió postularse para Miss Alemania después de escuchar que podían participar personas de cualquier edad y color y que el foco estaría en los valores de las concursantes.
Desde 2021, se informó que las solicitantes no solo serían juzgadas por su apariencia física, sino que también debían tener una misión. La elección de una brasileña para Miss Alemania fue bien recibida en los medios de varios países latinoamericanos.
El 12 de enero de 2023, fue confirmada como participante del grupo de concursantes en la vigésimo tercera edición de Big Brother Brasil. A lo largo de la temporada, Domitila acudió al Habitación Blanca, además de estar nominada nueve veces, salvándose dos veces y yendo definitivamente las otras siete. Fue la decimosexta eliminada y ocupó el sexto lugar en la competencia en general.

## Filmografía

### Televisión
| Año  | Título                        | Rol          | Notas                         |
| ---- | ----------------------------- | ------------ | ----------------------------- |
| 2009 | Gute Zeiten, Schlechte Zeiten | Sofía        | 252 episodios                 |
| 2022 | Barco fluvial Berlín          | Ella misma   | Episodio: 27 de mayo de 2022  |
| 2022 | Volle Kanne                   | Ella misma   | Episodio: 14 de junio de 2022 |
| 2023 | Big Brother Brasil            | Participante | Temporada 23: 6º lugar        |

### Cine
| Año  | Título   | Rol           | Notas  |
| ---- | -------- | ------------- | ------ |
| 2023 | der pfau | Indira Bakshi | [ 18 ] |